# Диявольськи Ваш
«Диявольськи Ваш» (фр. Diaboliquement vôtre) — німецько-італійсько-французький трилер режисера Жульєна Дювів'є 1967 року з Аленом Делоном і Сентою Берґер у головних ролях. За літературну основу правив роман «Манія переслідування» («Manie de la Persécution») французького письменника Луї С. Тома.

## Дія
Фільм починається з того, що хтось довго їде на шаленій швидкості по безлюдній дорозі в сільській місцевості Франції. Після серйозної автомобільної аварії Жорж Кампо страждає на цілковиту амнезію. Він швидко помічає обручку на своєму пальці, та навіть свою красуню-дружину Крістіану, яка залишилася неушкодженою в аварії, Жорж не в змозі упізнати, коли та забирає його з лікарні. У великій несподіванці Жорж опиняється у себе вдома в розкішній віллі з прилеглим парком. Саме там Крістіана хоче доглядати його до одужання. Щоб щадити його, вона навіть навідріз відмовляється ділити з ним ліжко. Ще часто приходить друг родини, лікар Фредерік Лоне, аби оглянути травми Жоржа й дати йому ліки. Тільки камердинер, напівкитаєць на ім'я Кім, здається, явно недоброзичливий до Жоржа.
Кім повністю присвячує себе дружині Жоржа Крістіані. Він не тільки куховарить і прибирає, але також шиє весь одяг Крістіани, навіть білизну, робить їй масаж, укладає волосся і задовольняє безліч інших бажань. Жоржеві видаються дещо дивними відносини між дружиною і слугою, тож він стає дедалі грубішим і агресивнішим по відношенню до Кіма.
Жоржу буквально наново доводиться складати мозаїку свого життя з нечисленних спогадів, розповідей дружини і лікаря. Однак їхні історії уявляються Жоржеві до жаху неправдоподібними, дивними, безглуздими і дивовижними. Старий особняк, бізнес у Гонконзі, орієнтальні вподобання й зацікавлення — ніщо не здається йому знайомим, не сходиться з його власними відчуттями. Лише Фредді він точно звідкись знає. З часом у Жоржа виникають сумніви, що насправді він є багатим бізнесменом, власником будівельної компанії, який, як повідомляється, нещодавно повернувся з ділової поїздки з Гонконгу. Він починає пригадувати своє життя як вояка Іноземного легіону в Північній Африці, перебування в горах Кабілії, спалені алжирські села. Ім'я П'єр Лаґранж знову й знову крутиться в його голові. Але ніхто не знає людину з таким іменем. У те, що він зраджував Крістіану кілька разів у минулому, Жорж не може повірити. Йому починає здаватися, що він став жертвою справжньої змови.
Ворота його маєтку, тим часом, завжди зачинені, і навіть телефон недоступний, тому Жорж дедалі більше почувається ув'язненим. Ліки лише погіршують його стан душі. У нічних кошмарах його також переслідують голоси, що закликають його вбити себе. Гнів Жоржа зростає у міру того, як кожне його сексуальне заміряння на дружину отримує відкоша. Сам він зрештою усвідомлює, що будь-яка інформація, наявна стосовно його особистості, яку він отримав після нещасного випадку, походить суто від Крістіани й Фредеріка. Жорж (або П'єр) навіть не знає, де він знаходиться, тим більше що кілька разів він просто уник смертоносних «нещасних випадків». Одного разу він йде на горище сараю, люк занадто рано вічиняється, і він ледь не гине на гострих зубцях господарських знарядь. Ще одного дня його власна собака кидається на нього з усією люттю, але йому вдається сховатися в теплиці. На обіді величезна люстра падає на стілець, з якого він випадково встав. Таким чином, Жорж стає дедалі стурбованішим за своє життя.
Гуляючи садом, він виявляє труп. Його підозри підтверджуються. Жорж тихцем викидає таблетки у вікно. У той же вечір зловісний голос, який супроводжує сни, відновлює монолог, але Жорж виявляє ввімкнутий магнітофон і кидається до Крістіани, яка розказує йому правду. Як з'ясовується, Жорж потрапив у павутину брехні і обману. Він не є багатим бізнесменом, не одружений з Крістіаною. Так звали її чоловіка, якого вона вбила разом зі своїм коханцем Фредеріком. Далі доктор Фредерік знайшов його. Жорж, справжнє ім'я якого — П'єр Лаґранж, мав потім зіграти роль чоловіка і піти з життя внаслідок нещасного випадку або самогубства, а потім Крістіана та Фредерік поділили б спадщину. Спершу була підлаштована автокатастрофа, але йому вдалося вціліти…
Після свого зізнання, Крістіана віддається своєму фальшивому чоловікові. Вони залишаються задоволені одне одним у ліжку. Втративши розум від ревнощів, Фредерік кидається на неї, але вірний своїй володарці Кім його заколює. Крістіана вбиває Кіма і вкладає пістолет у руку Фредеріка на очах незворушного П'єра. Коли приїздить викликана поліція, П'єр представляється Жоржем Кампо, господарем.

## Виробництво й прокат фільму
«Диявольськи Ваш» знятий великим французьким кінематографістом Анрі Декае, який стояв за камерою у багатьох із найважливіших фільмів Алена Делона, таких як «На яскравому сонці» (1960), «Самурай» (1967), «Червоне коло» (1970), «Хижаки» (1964) і «Сицилійський клан» (1969). «Камера Декае була явно замилована Делоном, бо він знімав актора красиво і старався постійно наповнити його аурою чарівності і таємниці, яка є, безсумнівно, привабливою. Уміла операторська робота Анрі Декае також лестить прекрасній актрисі Сенті Берґер, яка рідко виглядала більш красивою, ніж вона є в „Диявольськи Вашому“». Музику до фільму у стилі джазу, що переходить від напруги до ліричності, написав талановитий композитор Франсуа де Рубе.
Не ставши знаковою для Делона, стрічка все ж ознаменувала його недовгочасне повернення наприкінці 1960-х до жанру трилеру.
«Диявольськи Ваш» був останнім фільмом режисера Жульєна Дювів'є. Той загинув в автомобільній аварії, перш ніж відбулася прем'єра фільму під його французькою назвою «Diaboliquement vôtre» 22 грудня 1967 року у Франції. «Неможливо дивитися цей фільм, не враховуючи останні миті режисера. Є щось вражаюче в екзистенційному світогляді Дювів'є, що, здається, просочується в кожному кадрі фільму і формує його дещо неоднозначний кінець. Якщо „Диявольськи Ваш“ є показником, то режисер продовжував би робити цікаві фільми, якби він пожив трохи довше, і це справжня трагедія». Та громадськість не віддала данину режисерові. Прем'єра фільму збіглася з показом таких потужних конкурентів, як «Великі канікули», «Астерікс з Ґаллії», «Брудна дюжина», «Симфонія для різанини» і «Час розваг». Навіть спагеті-вестерн «Сім вибухових шотландців» перевершив його за зборами, тобто стався повний провал фільму, який швидко зникає з показу. Дата релізу була помилковою, навіть попри те, що знята стрічка була талановито й зачіпала такі актуальні теми, як колоніалізм, буддизм, маоїзм.
У Німеччині знятий на Eastman Color трилер вперше показали у кінотеатрах 20 серпня 1968 року під назвою «З найдиявольськішими побажаннями» («Mit teuflischen Grüßen»). 7 жовтня 1978 року його під назвою для НДР «Диявольська гра» («Teuflisches Spiel») вперше показали на німецькомовному телебаченні — DFF 1. 2007 року фільм з'явився на DVD.

## Відгуки
«Вишукано задуманий і холоднокровно-елегантно поставлений на сцені психологічний детектив», вважає «Lexikon des internationalen Films». «Cinema» дійшов схожого висновку: «Рафінована вистава про те, що здається, й те, що є насправді».
На думку кінокритика Крістофера Нулла, «стрічка може виглядати трохи пуританською і натягнутою в сучасних очах, у ній надто багато балаканини для правильного трилера, але це важливий ранній приклад цікавого суб-жанру». Рік Менелло оцінює його як добре зроблений головоломний трилер, вищий за середній рівень.
Італійська газета «La Stampa» 2 вересня 1968 року сповіщала:
«Люди схильні думати, що фільм мав неправильний параметр, настільки, що більш ніж моторошний ефект викликає протилежну реакцію, що це весело. Таким чином, ми також могли б у настільки неправдоподібній історії відкинути серйозність і драматизм, і дістатися до фінальної трагедії (загибелі двох людей) через гротескну деформацію парадоксу: чорний гумор у кіно дав більше, ніж робота високої школи. Тут, навпаки, Дювів'є не показав, що має чуття режисера-Клузо, що в „Диявольськи Вашому“ історія схожа на сьогоднішнє, обдурююче з неймовірним умінням, виконання трюків без страховки і в персонажах, і в ситуаціях. Покірний звичайним правилам, „Диявольськи Ваш“ став би в кінцевому рахунку звичайним трилером, якби його не рятувало приголомшливе знімання Анрі Декае, і якби він не мав в особі Алена Делона дуже доброго інтерпретатора: кращого, ніж віденка Сента Берґер, чарівна, як тільки може бути жінка, на якій великий оператор вправлявся у своїй магії».
Оглядачі «Le mond», назвавши цю роль Делона однією з найкращих, відзначають вплив на стрічку Альфреда Гічкока. Анрі Шап'є претендує бачити у фільмі «філігрань — своєрідний вірш, присвячений Делону, його витонченості, його підлітковій чарівності», що не минула з роками. Мистецтвознавець Джеймс Треверс пише, що «Жульєн Дювів'є закінчив свою довгу і видатну кар'єру в кіно цим тугим психологічним трилером, популярним жанром і нахабно популістським різновидом фільмів. Ален Делон, найчуттєвіший молодий актор у Франції в той час, знявся у головній ролі, використовуючи свою очевидну сексапільність і талант грати крутих героїв-мачо, що викликають симпатію. Хоча сюжет трохи прозаїчний, Дювів'є вдається створити переконливу роботу, з сильними характерами, добре структуровану розповідь і ефективне використання напруги. Є кілька приголомшливо поганих моментів (особливо затиражований до смерті епізод з люстрою), а фінал є боляче надуманим, але в цілому фільм є непоганим прощальним посланням від Жульєна Дювів'є. Це, може, й не „Пепе ле Моко“, але „Диявольськи Ваш“ є радше втішним шматком ескапістської забави, красиво знятим і з деякими дуже темними підводними течіями».
Оглядачка Кімберлі Ліндберґс вказує на цей прихований філософський підтекст: «Одна з найцікавіших речей щодо „Диявольськи Вашого“ Дювів'є — це те, як режисер грає з уявленнями про людську ідентичність і пам'ять, а також долю й фатум, які були загальними темами, що їхнім вивченням Дювів'є, здавалося, насолоджувався у багатьох своїх фільмах. Персонаж Алена Делона Жорж постійно розривається між тим, аби дізнатися правду про свою особистість і тим, аби зазнати задоволень, що його нинішнє життя пропонує йому. Він міг би легко відповісти на багато питань, які він постійно порушує про своє минуле, попрохавши побачити сімейні фотографії і поспілкуватися з іншими членами родини або друзями, але замість цього він втягується у постійні розмови про своє існування з самим собою і тими, хто буде слухати. Ці розмови, здається, відбуваються в порожнечі або відлунні покою, де думки Жоржа постійно звернені на нього самого. …Фільм закінчується кількома невеликими поворотами, які можуть або не можуть здивувати глядачів, але наприкінці ми все ще дуже мало знаємо про Жоржа та інших героїв фільму. Їхнє майбутнє також є загадкою, бо ж кінець Дювів'є для „Диявольськи Вашого“ є дещо відкритим для інтерпретації і своєю чергою дозволяє нам уявити різноманітні кінцівки. Як і багато європейських трилерів того періоду, „Диявольськи Ваш“ приховує у своєму досить звичайному сюжеті метафори й екзистенційні ідеї, які, ймовірно, звернені тільки до жменьки глядачів. На перший погляд, дуже просто пропустити багато тем, які лежать в основі фільму, але якщо ви готові призупинити недовіру і слідувати шляхом Жоржа до самопізнання, я думаю, деякі глядачі могли б знайти фільм корисним, як і я».
Жорж де Культеро звернув увагу на гру Петера Мозбахера. Вбрання Кіма є маоїстським, але чорного кольору, що, на думку мистецтвознавця, відображає ледве помітне жадання моральної анархії, а його шанобливість застигла на поверхні, однак глибини душі повні кипіння. Герой Мозбахера, який із любов'ю чистить взуття своєї господарки, вкорочує сукні на манекені під її розміри, старанно шиє їй найінтимнішу білизну або навіть пере й розвішує різноколірні трусики, не може не перейнятися й не полонитися тендітною й розбещеною красою Сенти Берґер. Немає сумніву, що він тут не нагадує приречену відданість у «Бульварі Сансет» камердинера й колишнього чоловіка — героя Еріха фон Штрогейма — до Глорії Свенсон, але його залежність у постановці Дювів'є абсолютною. Тут відчувається відгомін таємниць Сходу. У своєму досконалому служінні він поклоняється жінці-ідолу, якою замінив статуї своєї Азії.
Холоднокровний саркастичний цинізм, із яким герої порушують християнські заповіді, викликав невдоволення релігійних кінокритиків. «Протестантський оглядач фільмів» визнав стрічку «полірованим до блиску виробом фабрики мрій […], у якому значною мірою відсутня логіка та психологічна достовірність».

## Цікаві факти
- Авто, зіткнувшись із яким, розбивається Жорж, — вантажівка Berliet TLR (Франція)[13].
- Авто подружжя Кампо, що приємно дивує Жоржа, — сірий Buick Special Skylark з відкидним верхом (модель 4367) (США, 1963)[14].
- Авто Фредді — блакитний Fiat 124 «Спорт Спайдер» із відкидним верхом (модель 124AS) (Італія, 1967)[15].
- У сараї маєтку стоїть зелений трактор Holder A-12 (Німеччина)[16].
- Жорж Кампо колекціонував китайські люльки для паління опіуму.
- В особняку, обставленому в китайському стилі, є велика статуя Будди у кімнатці-молільні, що ніби уособлює фанатичне служіння Кіма своїй господині.
- Жорж глузливо називає Кіма Мао Цзедуном, який на той час ще був живим.
- Жорж говорить, що його пам'ять, як Хіросіма — повністю стерта.
- Фредді переконує Жоржа, що Крістіана готувала для нього в Гонконзі качку по-пекінськи й акулячі плавники.
- Жорж пригадує, що насправді любить кус-кус, смажену баранину й м'ятний чай.
- Жорж пригадує свій відпочинок в алжирському нічному клубі «Сафарі». Тепер він сам став об'єктом полювання.
- Жоржеві нав'язують спогад, що він подарував дружині золотого скарабея. Скарабей — давній символ смерті й відродження.
- За іронією долі, режисер фільму, що розпочався з автомобільної аварії, Жульєн Дювів'є невдовзі загинув в автокатастрофі. Похмурий збіг обставин вбачають також у тому, що один зі сценаристів фільму, Поль Жеґофф, пізніше був убитий власною дружиною, Коко Дюкадос[4][17].

## В ролях
| Актор           | Роль                    |
| --------------- | ----------------------- |
| Ален Делон      | Жорж Кампо/П'єр Лаґранж |
| Зента Бергер    | Крістіана               |
| Петер Мозбахер  | Кім                     |
| Клод П'єплу     | декоратор               |
| Альбер Ожьє     | лікар                   |
| Ренате Бірґо    | медсестра               |
| Жорж Монтан     | старший жандарм         |
| Альбер Домерґ   | бармен                  |
| Ґі Странже      | араб                    |
| Марсель Ґассук  |                         |
| Серджіо Фантоні | Фредерік «Фредді» Лоне  |

## Нагороди
1968 — нагороду Бамбі за найкращу жіночу роль отримала Сента Берґер

## Схожі твори
• Патрик Квентін. «Моя пам'ять — убивця» («Puzzle for Fiends») (1946)